# Hiroshi Yamauchi
Hiroshi Yamauchi, född 7 november 1927 i Kyoto, död 19 september 2013 i Kyoto, var en japansk företagsledare. Han efterträdde Sekiryo Yamauchi och blev därmed företaget Nintendos tredje VD år 1949. Yamauchi var företagets VD fram till och med år 2002. Hans efterträdare hette Satoru Iwata, som arbetade som Nintendos fjärde VD fram till att han avled 11 juli 2015.
Yamauchis far hette Shikanojo Inaba och modern hette Kimi Yamauchi. 